# Prinses Máxima Centrum
Het Prinses Máxima Centrum voor kinderoncologie (het Máxima), is een ziekenhuis en onderzoekscentrum dat gespecialiseerd is in de kinderoncologie Utrecht. In het centrum, dat op het Utrecht Science Park gelegen is, is alle kinderoncologische zorg en onderzoek in Nederland gecentraliseerd. Het centrum is op 5 juni 2018 geopend, en is vernoemd naar koningin Máxima. Het Prinses Máxima Centrum is het grootste kinderkankercentrum van Europa. 

## Geschiedenis
Het initiatief voor de totstandkoming van het Prinses Máxima Centrum werd in 2007 genomen door de Vereniging Ouders, Kinderen en Kanker (VOKK) en de Stichting Kinderoncologie Nederland (SKION), het samenwerkingsverband tussen alle zeven toenmalige kinderoncologische centra in Nederland (SKION). Zij hadden als doelstelling om kinderoncologische zorg, onderzoek naar kinderoncologie en opleidingen in de kinderoncologie in Nederland te centraliseren. Vanaf 2009 werd een coöperatie gestart, om de plannen definitief vorm te geven. Eind 2011 werd samen met het UMC Utrecht een samenwerking aangegaan, om het nieuwe centrum naast het Wilhelmina Kinderziekenhuis (WKZ) te realiseren. 
Vanaf oktober 2014 werkten de kinderoncologische professionals voor het eerst samen in Utrecht, onderzoek naar solide tumoren vond vanaf dat moment plaats in een gehuurde ruimte in het WKZ. In februari 2016 werd de eerste paal geslagen van de nieuwbouw, naar een ontwerp van LIAG architecten. Vanaf 18 mei 2018 was het Prinses Máxima Centrum volledig in bedrijf, sindsdien worden alle kinderoncologische behandelingen alsmede veel onderzoek en opleidingen in de kinderoncologie in Nederland uitgevoerd vanuit het Prinses Máxima Centrum. Op 5 juni 2018 is het Prinses Máxima Centrum officieel geopend door koningin Máxima.

## Zorg
Het Prinses Máxima Centrum heeft vier klinische afdelingen: solide tumoren, neuro-oncologie, hemato-oncologie en Quality of Life. De eerste drie afdelingen werken met multidisciplinaire teams aan de behandeling van kinderen met aandoeningen in deze domeinen. Voor opnames beschikt het centrum over 87 zogenoemde Ouder Kind Eenheden, waar ouders in de directe nabijheid van hun zieke kind kunnen verblijven. De afdeling Quality of Life werkt aan het zoveel mogelijk bevorderen van de kwaliteit van leven van de patiënten en hun gezinnen, onder meer door psychosociale begeleiding, ondersteunende zorg (o.a. pijnbestrijding, palliatieve zorg, fysiotherapie etc), en een polikliniek waar behandelde patiënten onder controle zijn om late effecten van ziekte en behandeling tijdig te signaleren. Daarnaast zijn er drie zorgondersteunende afdelingen: een apotheek, een diagnostisch laboratorium en het Trial- en Data Center.
Voor operaties en intensive care wordt gebruik gemaakt van de faciliteiten in het naastgelegen Wilhelmina Kinderziekenhuis (WKZ), welke met het Prinses Máxima Centrum verbonden is door een loopbrug. Ook op het gebied van radiologie (beeldvorming) en radiotherapie (bestraling) wordt nauw samengewerkt met UMC Utrecht / WKZ.
Aan de vier ‘klassieke’ behandelmethodes chirurgie, chemotherapie, radiotherapie en stamceltransplantatie is inmiddels ook immunotherapie toegevoegd als behandeling van verscheidene vormen van kinderkanker. 

## Onderzoek
Het Prinses Máxima Centrum heeft het doen van onderzoek naar kinderoncologie als belangrijke taak. Van alle kinderen met kanker wordt, indien hiervoor toestemming wordt gegeven, weefsel opgeslagen. Het centrum doet verschillende vormen van onderzoek, zowel fundamenteel, translationeel als klinisch onderzoek. Door een nauwe samenwerking met de zorgverlenende kant kunnen uitgebreide onderzoeken gedaan worden naar de kwaliteit van zorg. Ook wordt onder meer gebruik gemaakt van organoïden-technologie, waarmee weefsel buiten het menselijk lichaam kan groeien, ter behoeve van onderzoek naar de eigenschappen van tumoren. In 2021 werkten ruim 400 wetenschappers voor het Prinses Máxima Centrum, ook waren er op dat moment 24 hoogleraren verbonden aan het centrum. 

## Opleiding
Voor het opleiden van zorgmedewerkers heeft het Prinses Máxima Centrum een eigen opleidingsinstituut, waarbij zowel verpleegkundigen als medisch specialisten opgeleid worden. Ook wordt actief kennis uitgewisseld met ziekenhuizen in het buitenland.

## Bestuur
In 2021 werkten er ruim 900 zorgmedewerkers in het Máxima. De raad van bestuur van het centrum bestaat uit Gita Galle, sinds 2020 Chief Operating Officer en Chief Financial Officer, Rob Pieters (sinds 2013 Chief Medical Officer) en Lex Eggermont (Chief Scientific Officer).
Van 2013 tot en met 2015 bestond het bestuur uit Hanneke de Ridder, Paul Venhoeven en Rob Pieters. Van 2016 tot en met 2019 vormden Hans Clevers, Rob Pieters en Diana Monissen het bestuur.

## Samenwerking met andere instituten
Het Prinses Máxima Centrum heeft een relatie met 15 andere ziekenhuizen in Nederland, waar patienten voor minder complexe onderdelen van hun behandeling terecht kunnen in hun eigen regio. Deze zorg wordt verleend onder regie vanuit het Prinses Máxima Centrum. 
Op het gebied van onderzoek werkt het centrum samen met het UMC Utrecht, het Wilhelmina Kinderziekenhuis, het Hubrecht Instituut en de Universiteit Utrecht (waaronder de  Graduate School of Life Sciences). Deze instituten zijn net als het Prinses Maxima Centrum gevestigd op het Utrecht Science Park. Verder wordt er samengewerkt met het Antoni van Leeuwenhoekziekenhuis ziekenhuis en het Nederlands Kanker Instituut. Internationaal kent het Prinses Máxima Centrum vanaf het begin van het initiatief een intensieve samenwerking met het St. Jude Children’s Research Hospital in Memphis (Verenigde Staten), en sinds 2020 met het Hopp Kindertumorzentrum Heidelberg (KiTZ) in Duitsland.